# أزورلة جليدية
أزورلة جليدية (الاسم العلمي:Azorella glacialis) هي نوع من النباتات يتبع جنس الأزورلة من الفصيلة الخيمية.